# Ángel Martín González
Ángel Martín González (Madrid, 28 aprile 1964) è un dirigente sportivo ed ex calciatore spagnolo di ruolo centrocampista.

## Carriera

### Club
Martín González cresce nel settore giovanile del Real Madrid. Viene impiegato con la squadra filiale del Real Madrid Castilla, in Segunda División. Nel 1984 vince il campionato di Segunda División, con Amancio Amaro, ma è impossibilitato a essere promossa in Primera División, a causa della regola che vieta alle squadre filiali di competere nella medesima divisione del club principale.
Con il Real Madrid gioca due partite nella Coppa della Liga 1984 e una in Coppa del Re nel 1986. 
Non trovando spazio in prima squadra, nel mercato invernale del 1986 Martín González viene ceduto all'Osasuna. Martín González inizia così una lunga permanenza con il club di Pamplona.
Nel 1991 disputa anche la Coppa UEFA, arrivando ai quarti di finale, dove è eliminato dagli olandesi dell'Ajax.
L'esperienza con l'Osasuna dura fino al 1995, quando, dopo dieci stagioni, Martín González si trasferisce al Rayo Vallecano. Disputa due stagioni con il club di Madrid, prima di ritirarsi nel 1997.
Dopo il ritiro, lavora con l'Osasuna, dapprima nello staff tecnico e poi come direttore sportivo. Successivamente ricopre lo stesso incarico anche in altri club spagnoli: Real Saragozza, Real Oviedo, Getafe e Huesca.

## Palmarès

### Competizioni nazionali
- Segunda División spagnola: 1

Real Madrid Castilla: 1983-1984